# 2054
سنة 2050 م هي سنة بسيطة تبدأ يوم الخميس حسب التقويم الغريغوري